# Forte das Chagas

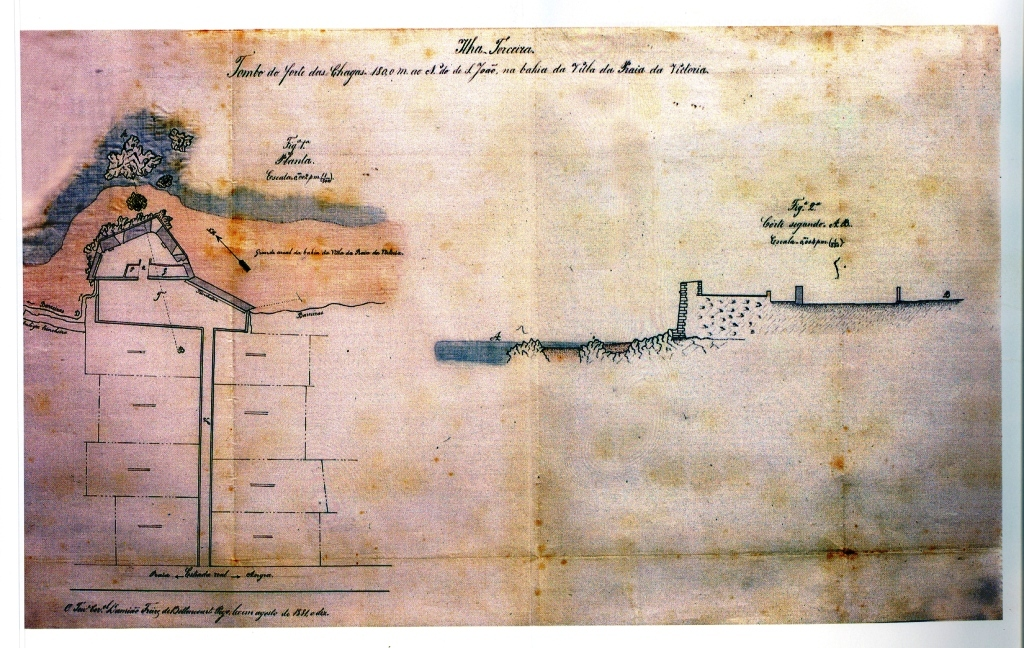
Planta do Forte das Chagas (Damião Pego, Agosto de 1881).

O Forte das Chagas, também referido como Forte de São Francisco devido à sua proximidade com o convento desse nome, localizava-se na freguesia de Santa Cruz, no concelho da Praia da Vitória, na ilha Terceira, nos Açores.
Em posição dominante sobre este trecho do litoral, constituiu-se em uma fortificação destinada à defesa deste ancoradouro e do antigo canal de acesso ao Paul, contra os ataques de piratas e corsários, outrora frequentes nesta região do oceano Atlântico. Último forte que fechava a baía da Praia da Vitória pelo lado sul, cruzava fogos com o Forte de São João, ao norte, e com a Bateria da Luz e com o Forte do Porto, ao sul.

## História
Embora a historiografia tradicional faça remontar a sua construção a 1576 por determinação do corregedor dos Açores, Ciprião de Figueiredo e Vasconcelos,  conforme o plano de defesa da ilha elaborado por Tommaso Benedetto, estudos mais recentes sugerem que a sua origem poderá remontar ao período do povoamento, e ser uma das duas "fortalezas velhas, que se fizeram quando se amurou a vila".
A sua designação veio do fato de ter sido erguido em terreno pertencente ao Convento ou Recolhimento das Chagas, instituído pelo fidalgo Domingos Homem da Câmara e sua esposa Rosa de Macedo, para recolhimento das filhas solteiras do casal, erguido em 1543.
O padre António Cordeiro, em 1717, refere este forte, dando-o artilhado com duas peças.
Com a instalação da Capitania Geral dos Açores, o seu estado foi assim reportado em 1767:
"25º - Forte das Chagas. Está reformado de novo e precisa a sua porta ser concertada, tem seis canhoneiras e tres peças de ferro boas com seus reparos capazes, precisa mais tres peças com seus reparos e para se guarnecer seis artilheiros e vinte e quatro auxiliares."
Encontra-se referido como "24. Forte das Chagas na mesma b.ª [da Praia]" no relatório "Revista aos fortes que defendem a costa da ilha Terceira", do Ajudante de Ordens Manoel Correa Branco (1776), que lhe aponta os reparos necessários: "Necessita de tarimba na sua caza, o tilhado composto de algú pequeno conserto no dito Forte e portáo novo."
Encontra-se assinalado como "H Forte das Chagas" na "Planta da Bahia da Villa da Praia" (1805), e, no mesmo período, dele existe alçado e planta, com o título "Forte das Chagas", de autoria do sargento-mor do Real Corpo de Engenheiros, José Rodrigo de Almeida (1806).
No contexto da Guerra Civil Portuguesa (1828-1834), quando da Batalha da Praia (11 de agosto de 1829) contra as forças de Miguel I de Portugal encontrava-se desartilhado, assim como o vizinho Forte da Luz. À época, optou-se estrategicamente por defender aquela frente, onde um desembarque seria mais provável, com trincheiras e outras barreiras que protegeriam o grosso das forças defensivas aí a postar.
A "Relação" do marechal de campo Barão de Bastos em 1862 informa que se encontrava em bom estado.
Quando da realização dos Tombos, em princípios de 1881, o mesmo foi encontrado devoluto, sendo o terreno usado há vários anos como logradouro do Comandante Militar da então Vila da Praia. À época encontrava-se arruinado e abandonado, após ter sido, durante anos, vigiado por um sargento reformado que tomava conta do mesmo.
Até à década de 1940 encontrava-se em bom estado. Em meados do século XX os seus restos foram demolidos, tendo a sua cantaria sido subtraída por empresas construtoras, para servir de alicerce às edificações da atual avenida 25 de Abril.

## Características
Do tipo abaluartado, apresentava planta no formato poligonal orgânico, adaptada à rocha sobre a qual se ergue. Em aparelho de cantaria de pedra, ocupava uma área de 980 metros quadrados.
Com capacidade para cinco peças de artilharia em canhoneiras, no terrapleno possuía casa para a guarnição e paiol.
MELO refere que possuía razoáveis proporções, semelhante às dos vizinhos Forte de São José e Forte do Espírito Santo, mas menor que o Forte de Santa Catarina.